# David Walker (costumista)
David Walker (Calcutta, 18 luglio 1934 – 27 dicembre 2008) è stato un costumista britannico.

## Biografia
Nato nell'Impero anglo-indiano, David Walker crebbe a Londra e studiò alla Central School of Arts and Crafts, dove fu allievo di Jeanetta Cochrane. Dopo aver lavorato come sarto al Festival di Glyndebourne, iniziò a lavorare in teatri d'avanguardia a Liverpool e poi a Londra, dove curò i costumi per un allestimenti di The Changeling al Royal Court diretto da Tony Richardson, con cui avrebbe poi collaborato anche sul grande schermo. La svolta arrivò grazie all'incontro con Henry Bardon che, come lui, fu allievo di Lila De Nobili, da cui appresero il gusto per il fantastico. I due crearono i costumi e le scenografie per The Dream di Frederick Ashton nel 1964 per il Royal Ballet. L'anno successivo tornarono a collaborare con Ashton per un nuovo allestimento della sua Cenerentola, portato al debutto al Convent Garden nel 1965, anno in cui il duo disegnò anche costumi e scenografie per un allestimento di Suor Angelica. Nel 1968 i due avrebbero curato anche un nuovo allestimento di Così fan tutte (1968) al Covent Garden.
In qualità di esperto del Romanticismo e costumista, durante gli anni settanta collaborò con l'English National Ballet agli allestimenti de La Sylphide (1978) e della Giselle di Mary Skeaping (1971), rimasta nel repertorio della compagnia per oltre cinquant'anni. Sempre negli anni settanta curò i costumi di Carmen alla Metropolitan Opera House (1972) e Il cavaliere della rosa per l'English National Opera (1974) e si dedicò brevemente alla prosa, vestendo Judi Dench in London Assurance per la Royal Shakespeare Company (1971) e poi a Broadway (1974), oltre che disegnando i costumi per la commedia Undiscovered Country di Tom Stoppard al National Theatre nel 1979. Nel 1977 ottenne uno dei suoi maggiori successi quando, insieme a Bardon, disegnò costumi e scenografie per un nuovo allestimento de La bella addormentata al Convent Garden: spesso lodato per il gusto romantico e la cura del dettaglio nel ricreare abiti d'epoca, Walker volle che il suo allestimento della Bella addormentata avesse sia costumi settecenteschi che ottocenteschi, per segnalare il secolo trascorso da Aurora in un sonno incantato. Allo stesso decennio si legano anche le sue rare esperienze cinematografico e televisive: nel 1971 vinse il Premio Emmy per l'Amleto televisivo con Richard Chamberlain ambientato nell'età della Reggenza, mentre nel 1979 disgnò i costumi di Katharine Hepburn ne Il grano è verde, per cui ottenne una seconda candidatura agli Emmy.
Negli anni ottanta e novanta continuò a lavorare in Gran Bretagna e all'estero, dedicandosi sia all'opera che alla prosa e al balletto. Nel 1981 lavorò per la seconda e ultima volta al National Theatre come costumista di Uomo e superuomo di George Bernard Shaw per la regia di Christopher Morahan, nel 1986 si occupò di un nuovo Lago dei cigni per lo Houston Ballet e nel 1987 curò i costumi dell'allestimento di John Copley de La Traviata per la San Francisco Opera, rimasto nel repertorio della compagnia per oltre venticinque anni. Di minor successo fu invece il suo nuovo allestimento della Cenerentola per la Royal Opera House nel 1987, giudicato troppo vezzoso e non all'altezza di quello realizzato un ventennio prima. Nei primi anni novanta tornò a progettare costumi d'epoca per il Festival Teatrale di Chichester, lavorando come costumita per le commedie Ella si umilia per vincere (1992) e I rivali (1994).
Morì di infarto nel 2008 all'età di 74 anni.

## Filmografia

### Cinema
- I seicento di Balaklava (The Charge of the Light Brigade), regia di Tony Richardson (1968)
- Song of Norway, regia di Andrew L. Stone (1970)
- Eagle in a Cage, regia di Fielder Cook (1972)
- Il grande valzer (The Great Waltz), regia di Andrew L. Stone (1972)
- Peccato d'amore (Lady Caroline Lamb), regia di Robert Bolt (1972)

### Televisione
- Hallmark Hall of Fame - serie TV, episodio 20x1 (1971)
- Il grano è verde (The Corn is Green), regia di George Cukor - film TV (1979)